# Reyer Venezia 1971-1972
Informazioni relative alla squadra di pallacanestro italiana Reyer Venezia nella stagione 1971-1972.

## Rosa 1971-72
- Ubiratan Maciel
- Alberto Merlati
- Sauro Bufalini
- Gabriele Vianello
- Waldi Medeot
- Massimo Villetti
- Emanuel Guadagnino
- Massimo Zanon
- Enzo Trevisan
- Stefano Gorghetto
- Giuseppe Bigatello

Allenatore:
- Tonino Zorzi

## Piazzamenti
4º nel Campionato 1971-72

## Le Partite
|  | Splugen Reyer Venezia | 80 – 65 | Eldorado Bologna |  |

|  | Eldorado Bologna | 61 – 70 | Splugen Reyer Venezia |  |

|  | Splugen Reyer Venezia | 79 – 84 | Forst Cantù |  |

|  | Forst Cantù | 89 – 76 | Splugen Reyer Venezia |  |

|  | Splugen Reyer Venezia | 80 – 71 | Gorena Padova |  |

|  | Gorena Padova | 68 – 72 | Splugen Reyer Venezia |  |

|  | Splugen Reyer Venezia | 79 – 78 | Ignis Varese |  |

|  | Ignis Varese | 77 – 67 | Splugen Reyer Venezia |  |

|  | Splugen Reyer Venezia | 71 – 69 | Maxmobili Pesaro |  |

|  | Maxmobili Pesaro | 74 – 69 | Splugen Reyer Venezia |  |

|  | Splugen Reyer Venezia | 71 – 75 | Mobilquattro Milano |  |

|  | Mobilquattro Milano | 84 – 74 | Splugen Reyer Venezia |  |

|  | Splugen Reyer Venezia | 92 – 55 | Norda Bologna |  |

|  | Norda Bologna | 65 – 66 | Splugen Reyer Venezia |  |

|  | Splugen Reyer Venezia | 80 – 76 | Partenope Napoli |  |

|  | Partenope Napoli | 56 – 64 | Splugen Reyer Venezia |  |

|  | Splugen Reyer Venezia | 64 – 81 | Simmenthal Milano |  |

|  | Simmenthal Milano | 68 – 64 | Splugen Reyer Venezia |  |

|  | Splugen Reyer Venezia | 64 – 66 | Snaidero Udine |  |

|  | Snaidero Udine | 79 – 84 | Splugen Reyer Venezia |  |

|  | Splugen Reyer Venezia | 86 – 64 | Stella Azzurra Roma |  |

|  | Stella Azzurra Roma | 64 – 75 | Splugen Reyer Venezia |  |